# Дорније Do J
Дорније Do Ј је хидроавион летећи чамац, направљен у Немачкој први пут полетео 1922. године и био у употреби све до 1950. године.

## Пројектовање и развој
Због ригорозних ограничења у градњи авиона и авио мотора која су наметнута Немачкој, мировним уговором после Првог светског рата, фирма Дорније 1922. године отвара филијалу у Италији у месту Марина ди Пиза са намером да гради велике хидроавионе које је још 1915. године започео да пројектује њен власник Др. инж. Клод Дорније. Као основа за развој авиона Дорније Do J је послужио његов претходник Do Gs II који је први пут полетео 1920. године. Већ 6. новембра 1922. године из овог погона је изашао прототип авиона Дорније Do J који је због своје величине добио популарни назив Wal што на немачком језику значи кит.
Након успешног тестирања уз помоћ италијанске Владе почета је серијска производња овог авиона који је ускоро стекао светску славу. Направљене су две верзије овог авиона.

### Верзије авиона Дорније
- Дорније Do J Wal Militarwal - војна верзија хидроавион извиђач бомбардер полетео 1922. године са 4 до 6 чланова посаде
- Дорније Do J Wal Kabinenwal – цивилна верзија намењена путничком и поштанском саобраћају за 12 путника, који је имао 3 члана посаде.

### Технички опис
Авион је био метални висококрилац са трупом типа чамац, покретан са два мотора која су се налазила изнад трупа на крилу. Мотори су били постављени у тандем распореду (један иза другог), предњи са вучном, а задњи са потисном елисом. Елисе су биле двокраке или четворокраке у зависности од типа авиона тј. од уграђених мотора. С обзиром на број направљених авиона, њихову географску распрострањеност, летели су по Европи, Северној и Јужној Америци, Русији и Далеком истоку и њихову дуговечност (били су у употреби преко 25 година), готово да није било мотора одговарајуће снаге који није уграђиван у ове авионе. Ево списка мотора:  и совјетски М-5 и М-17. Крила су у потпуности била направљена од метала (челик и дуралуминијум), исте дебљине и ширине по целом размаху, са равним или кружним завршетком крила. Крило је било везано за „балдахин“ који је повезивао труп авиона са гондолом мотора, а системом упорница (по један пар са сваке стране) крила су се ослањала на понтон.
Костур трупа је изграђен од дуралуминијумских профила, и цео је био пресвучен дуралуминијумским лимом. Горњи део (палуба) и дно трупа су са спољашње стране појачани посебним обрнуто постављиним "U" профилима, уздужно у циљу повећања крутости трупа. Уздужни профили дуж трупа су служили и као ојачања приликом насукивања хидроавиона на плажу. Доњи део трупа је био облика чамца глисерског типа са оштрим клинастим прамцем "V" пресека, и узгонским бочним понтонима који су били саставни део трупа. Својим великим депласманом су осигуравали велики стабилитет приликом плутања, пловидбе и маневара полетања и слетања, а и избегнути су пловци за стабилизацију на крајевима крила. Труп је био подељен у 7 водонепропусних одељака, који су између себе имали заптивна врата: 1. прамчани део са простором за сидро и конопце за вез; 2. место извиђача; 3. пилотска кабина са два управљачка места (једано до другог); 4. кабина навигатора и радио оператера; 5. резервоари за гориво; 6. кабина за одмор посаде и смештај опреме и 7. репни део авиона. Дно трупа је имало по средини своје дужине каскаду која је омогућавала лакше одлепљивање од воде приликом узлетања, а самим тим и краћи залет. Мало даље се налазила још једна каскада са кормилом које је служило за кормиларење током пловидбе. За померање хидроавиона на копну су служили велики дрвени точкови који су се помоћу полуосовина монтирали на бочне понтоне. Гориво се налазило у 4 до 6 резервоара који су цевоводима кроз балдахинску конструкцију били спојени са моторима. Положај пилотских кабина су омогућавала пилотима далеко бољу прегледност него што је то било код авиона Дорније Do D. Није им сметало ни крило, ни мотор ни пловци, Кабине су биле отворене а сваки пилот је био заштићем ветробраном од прскања воде при слетању и полетању и ветра при лету авиона.

## Наоружање
| Наоружање авиона: Дорније      |                                                 |
| Ватрено (стрељачко) наоружање  |                                                 |
| Топ                            |                                                 |
| Митраљез                       |                                                 |
| Број и ознака митраљеза        | 2 двоцевна митраљеза (напред и назад), Дарне () |
| Број метака                    | 3.000                                           |
| Калибар                        | 7,7                                             |
| Бомбардерско наоружање (бомбе) |                                                 |
| Класичне авио бомбе            | 4 х класична бомба 300 kg/2 х класична бомба 500  |
| Укупна маса                    | 1.200 до 2.000                                  |
| Број тачака за подвешавање     | 4                                               |
| Ракетно наоружање (ракете)     |                                                 |

## Оперативно коришћење

### Коришћење хидроавиона Дорнијеу југословенском Поморском ваздухопловству
Суочена са високим трошковима изградње ратне морнарице и дугим временским периодом који је потребан за то, и истовремено нужност заштите приобаља јер Италија није била баш мирољубиви сусед, морало се у Југославији на брзину нешто предузети. Застарели трофејни хидроавиони нису били у стању да испуне своје задатке у случају рата, а како је било пуно поморских пилота хидроавиона с једне, и мало бродова с друге стране, постојали су идеални услови да се поморско ваздухопловство релативно брзо развије. Одлучено је да се иде на јачање поморског ваздухопловства као јефтинијег начина одбране. Чињеница је била, да је до тог тренутка у саставу ПВ имало само хидроавионе који су могли да бомбардују, али не и торпедују противничке бродове. Стога је МВМ (Министарство Војске и Морнарице), 1926. године, наручило 10 летелица Дорније Do D, који стижу већ исте године и један Дорније Do Ј Wal.
Хидроавион Do J Wal је био предвиђен да служи као вођа хидроавијације, односно као адмиралски брод (аналогно Ратној морнарици). Хидроавион је купљен 1927. године, и са њим је пилот Мирослав Гогола долетео у Боку Которску 16. јуна. Хидроавион је распоређен у 20. хидроескадрилу 2 хидро групе у Боки. Како је набављен истовремено са хидроавионима Do D, а радило се о командном авиону, означан је бројем 200, док су Дорније Do D означени бројевима од 201 до 210.
Задовољни његовим карактеристикама, због велике аутономије лета, као и могућностима да може да служи као бомбардер и као обалски извиђач дугог долета, 1930. је одлучено да се набави још 6 хидроавиона овог типа, са моторима Gnome-Rhone Jupiter од 480 КС (пошто су се ови мотори производили по француској лиценци у Фабрици авио мотора у Раковици). Сви ови авиони су испоручени 1932. године и укључени у састав 21 хидроескадриле у Кумбору, а добили су бројеве од 251 до 256. Иако побољшане аеродинамике (заобљени крајеви крила и репних стабилизатора) у односу на првог Do J Walа, новонабављени авиони су имали слабије моторе, па су и нихове ТТ карактеристике су биле слабије, били спорији за неких десетак километара на сат. На два авиона из ове групе 1939. године када су моторима истекли ресурси уграђени су нови мотори Rolls-Royce Kestrel XVI 720.
Још један Do J Wal је набављен 1935. године, овог пута са моторима BMW VI, и он је добио број 257. Иако са истим мотором који је имао Do J Wal 200, овај авион је имао боље карактеристике јер му је била побољшана аеродинамика. Следеће године су стигла још 3 Do J Walа (258,259 и 260) и они су имали моторе Hispano Suiza снаге 860KS. Ова 4 хидроавиона као и Do J Wal број 200, су ушла у састав 26 хидроескадриле у Дивуљама. Ови авиони су имали најбоље карактеристике од свих авиона Do J Wal у Југословенском краљевском поморском ваздухопловству (ЈКПВ).
Авион Дорније Do J Wal је био лаган за летење, имао је добре летне карактеристике упркос својој величини. За разлику од авиона Дорније Do D, који се није показао добро у експлоатацији са великим бројем несрећа тако да су га пилоти прозвали „мртвачки ковчег“, авион Дорније Do J Wal се током експлоатације показао као веома поуздан и сигуран авион. Једини познати удес са хидроавионима типа Do J Wal се десио када је се Do J Wal број 256, грешком пилота преврнуо на слетању недалеко од Боке, који је прошао без жртава. Срећом хидроавион је остао да плута те је још истог дана подигнут на палубу дизалицом брода-матице „Змај“. У мирнодопском периоду овај авион је интензивно коришћен за извиђање, вежбама са флотом за школовање нових посада и другим задацима (од снимања филмова преко превоза Војводе и Војвоткинје од Кента до посета страним морнарицама).

### Авиони Дорнијеу Априлском рату
Сви авиони Дорније Do Ј Wal су рат дочекали на ратним размештајима сем оних који су били на поправци или чекали на уградњу нових мотора у радионицама у базама Кумбор и Дивуље. У ратним операцијама ови авиони нису учествовали они који су уништени, уништени су на земљи. Након потписаног примирја у хидобази у Боки су прикупљени хидроавиони и организовано прелетање код савезника за северну Африку, иако великог долета ниједан од авиона Дорније Do Ј Wal није прелетео савезницима а забележени су примери прелетања хидроавиона са знатно мањим долетом. Према италијанским подацима заробљено је 6 хидроавиона Дорније Do Ј Wal (Бројеви: 251,252,253,255,256 и 200), за 258 и 260 нема података о заробљавању. Италијанска комисија за ратни плен је закључила да су ови хидроавиони дотрајали за било какву употребу и као такви остављени да иструну.

## Земље које су користиле овај авион
Војну верзију авиона Дорније Do J Wal су користиле следеће земља: Шпанија, Аргентина, Чиле, Данска, Холандија, Југославија, Јапан, СССР, Италија, Норвешка, Португал, Уругвај, Велика Британија и Немачка, док су путничку верзију овог авиона користиле Немачка, Италија, Бразил, САД, Швајцарска и Колумбија.
| - Аргентина - Бразил - Чиле - Колумбија - Данска - Немачка - Италија - Јапан - Уједињено Краљевство | - Холандија - Норвешка - Португалија - СССР - Шпанија - Швајцарска - САД - Југославија |